# 鼻腔

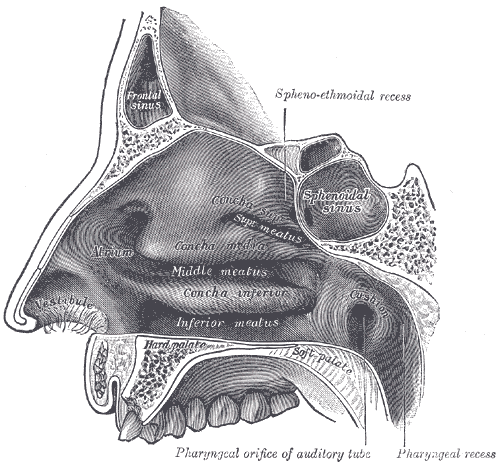
鼻腔断面図

鼻腔（びこう、医学用語：びくう）とは、鼻の穴（鼻孔）の内で、外鼻孔から内鼻孔までの空隙を指す。鼻中隔によって左右の2室に分けられ、呼気の通り道となる。
ヒトの鼻腔は一般的に思われているより、縦長の空間である。中には、上甲介、中甲介、下甲介という整流板が存在する。機能としては、発声時の共鳴作用、吸気の加湿、加温等があげられる。
鼻腔の入り口には鼻毛が密生しており、外気の粉塵をからめ取るフィルターの役割を果たしている。

## 鼻腔の疾患
- 鼻血
- 鼻茸
- 副鼻腔炎
- 前頭洞蓄膿症
- 真菌性鼻炎
- 細菌性鼻炎
- 外鼻孔狭窄
- 嗅神経芽腫